# Woltyżerka

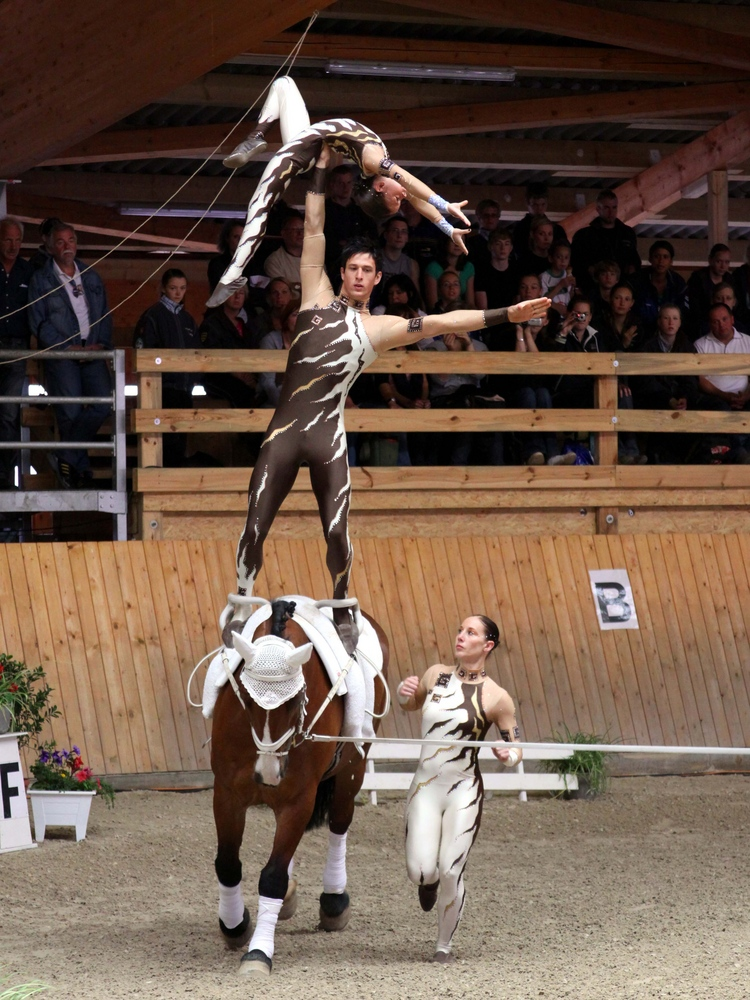
Woltyżerka, program dowolny

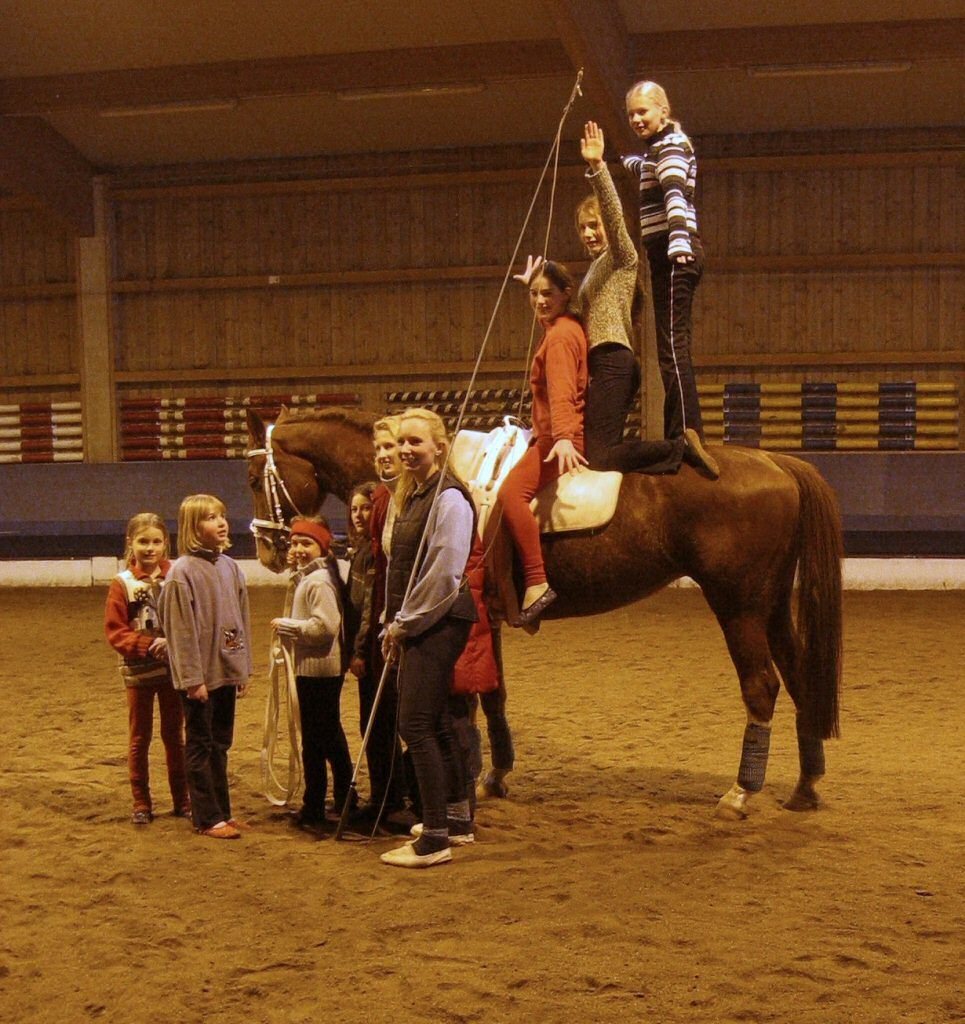
Woltyżerka dla dzieci

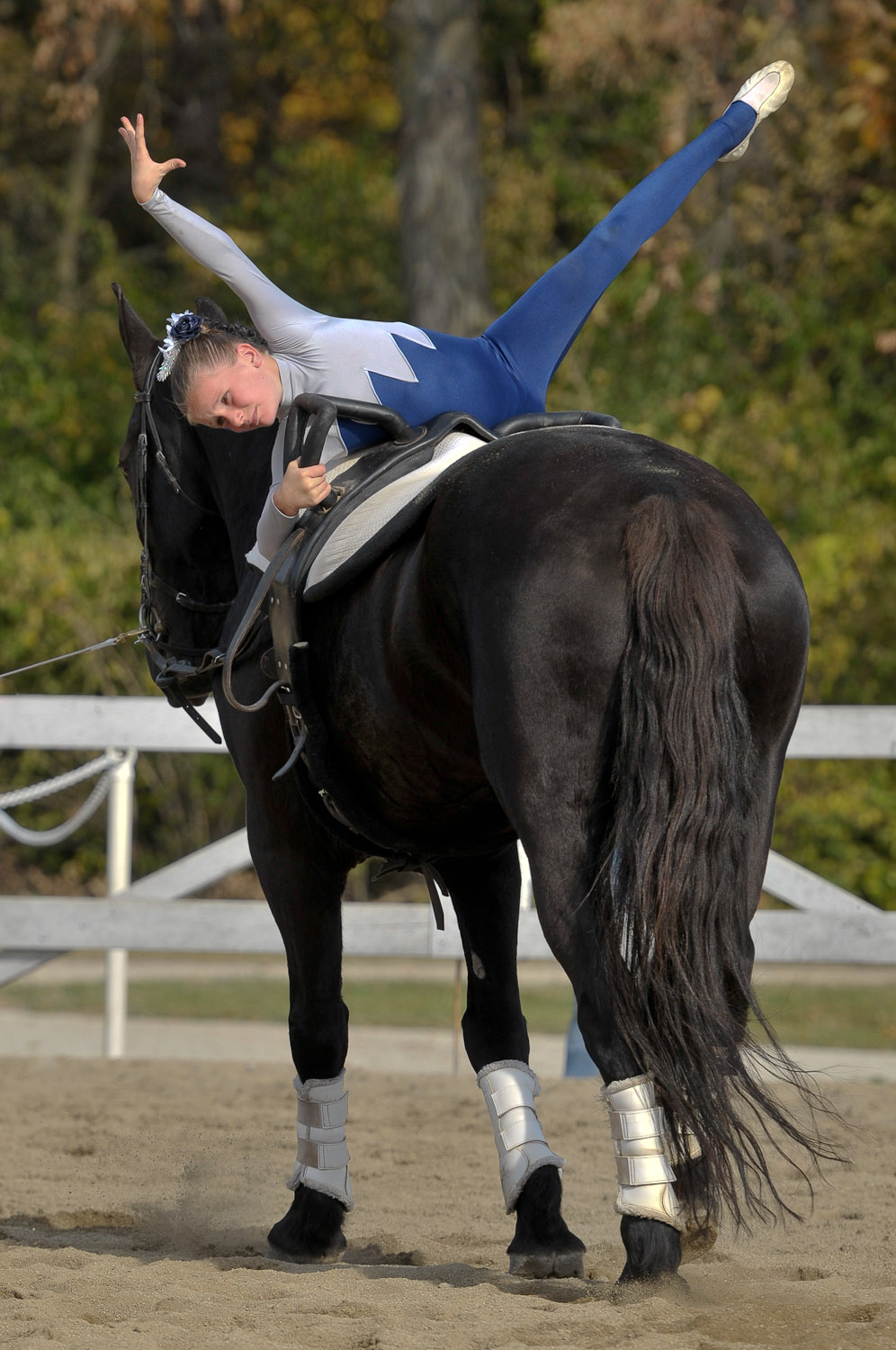
Woltyżerka indywidualna

Woltyżerka – dyscyplina jeździecka, obecnie jako jedna z 7 dyscyplin wspierana jest przez Międzynarodową Federację Jeździecką (FEI). W dyscyplinie tej zawodnik lub grupa zawodników wykonuje zróżnicowane ćwiczenia gimnastyczne i akrobatyczne na galopującym, kłusującym lub stępującym koniu, prowadzonym na lonży.
Współczesna woltyżerka nie jest jednak wyłącznie odrębną dyscypliną; podobnie jak w czasach dawniejszych, stanowi często element przygotowań w uprawianiu innych dyscyplin jeździeckich: jako element nauki jazdy konnej początkujących oraz jako część treningu dla zaawansowanych.

## Historia dyscypliny
Początki popisów akrobatycznych i tanecznych wykonywanych na przemieszczającym się koniu sięgają starożytności. Przez wieki uprawiane były także dla zapewnienia sprawności poruszania się na koniu podczas walki. Obecna nazwa wywodzi się z czasów renesansu i pochodzi od francuskiego słowa "la Voltige" ("voltiger") (akrobacja; podlatywać). W epoce renesansu woltyżerka stanowiła część musztry jeździeckiej oraz była ćwiczeniem zwinności uprawianym przez szlachtę i rycerstwo.
W latach 20. XX wieku do uprawiania woltyżerki, będącej domeną szkoleniowców wojskowych, dopuszczono dzieci i młodzież, dzięki czemu stała się ona sportem umożliwiającym kontakt z koniem od najmłodszych lat. W roku 1920 dyscyplina woltyżerki pojawiła się jednorazowo na Igrzyskach Olimpijskich w Antwerpii.
Współczesna woltyżerka ma swoje korzenie w Niemczech, gdzie w czasach powojennych zaczęto traktować ją jako przygotowanie młodzieży do uprawiania sportów konnych. Organizacja FEI uznała woltyżerkę za dyscyplinę oficjalną w roku 1983. W tym samym roku rozegrano w Niemczech pierwsze drużynowe zawody woltyżerki, a w roku 1986 – pierwsze indywidualne. Pierwsze Mistrzostwa Europy odbyły się w roku 1984 w Austrii. Woltyżerka pojawiła się także na Igrzyskach Olimpijskich w Los Angeles (1984) i w Atlancie (1996), lecz jedynie jako konkurencja pokazowa.

## Konkursy woltyżerki
Ta sekcja opisuje sytuację w Polsce. Zasady w innych krajach mogą się różnić.
Konkursy woltyżerki rozgrywane są indywidualnie, zespołowo (4-8 zawodników) lub w parach i polegają na wykonywaniu ćwiczeń na koniu w idealnej równowadze i harmonii z jego ruchem. Lonżujący lonżuje konia po okręgu o średnicy min. 15 m. Ćwiczenia wykonywane są w galopie lub w stępie, w zależności od poziomu zaawansowania zawodników i często wraz z podkładem muzycznym. Zawodnicy indywidualni mogą korzystać z tego samego konia. W trakcie zawodów rozgrywa się: 
- program obowiązkowy – dla zawodników indywidualnych i zespołowych, należy w określonym czasie wykonać określone ćwiczenia, których ocena podobna jest do oceny w konkursach gimnastyki akrobatycznej;
- program dowolny – złożony z dowolnych ćwiczeń w układzie;
- program techniczny – dla zawodników indywidualnych i par, obecny w zależności od poziomu trudności konkursu.

Rząd konia do woltyżerki składa się z: ogłowia wędzidłowego, dwóch wypinaczy, pasa woltyżerskiego z podkładką i przystułami, lonży i bata do lonżowania. Stosuje się także derki ochronne. Dopuszcza się użycie bandaży i ochraniaczy nóg końskich.

## Woltyżerka w Polsce
Dyscyplina woltyżerki pojawiła się w Polsce w latach 80. XX wieku, chociaż podobnie jak w innych krajach, treningi woltyżerskie obecne były wcześniej, na przykład w sekcji sportowej Stada Ogierów w Sierakowie. Pierwszymi uprawiającymi ją jako odrębną dyscyplinę były zawodniczki sekcji akrobatyki sportowej działającej przy Stadninie Koni w Jaroszówce. Trenerka sekcji, Hanna Kaczyńska, we współpracy z trenerem i zawodnikiem ujeżdżenia Andrzejem Sałackim, pomysłodawcą wprowadzenia tej dyscypliny w sekcji, w niespełna pół roku przygotowali zawodniczki do startu w Mistrzostwach Świata w Szwajcarii (1986). Drużyna sekcji woltyżerki z Jaroszówki w kolejnych latach odnosiła sukcesy, m.in.: dwa brązowe medala Mistrzostw Świata w Ebreichsdorf (Austria, 1988 r.), w Heilbronn (Niemcy, 1992 r.) i brązowy medal Mistrzostw Europy w Hadze (Holandia, 1993 r.). Sukcesy te spowodowały zainteresowanie dyscypliną w kraju i utworzenie kolejnych sekcji woltyżerki w Ochabach, Łącku i Józefinie. Prowadzona przez Jana Ratajczaka sekcja z Klubu Jeździeckiego Aromer w Józefinie w roku 2003 zdobyła brązowy medal Mistrzostw Europy we Francji (w Saumur). Polska była też gospodarzem Mistrzostw Europy w Woltyżerce w roku 1989 w Drzonkowie i w roku 2001 w Poznaniu.

## Figury w woltyżerce
Wśród figur w woltyżerce wyróżniamy między innymi:
- Młynek do siadu tyłem
- Podpór tyłem – wykonywany bezpośrednio po młynku do siadu tyłem
- Zeskok odwrotny do wewnątrz (przełożenie nogi do wewnątrz) – ćwiczenie obowiązujące do Brązowej Odznaki Woltyżerskiej
- Podpór przodem – ćwiczenie obowiązujące do Brązowej Odznaki Woltyżerskiej
- Siad podstawowy – ćwiczenie obowiązujące do Brązowej Odznaki Woltyżerskiej
- Klęk – ćwiczenie obowiązujące do Brązowej Odznaki Woltyżerskiej
- Flaga – ćwiczenie obowiązujące do Brązowej Odznaki Woltyżerskiej
- Wskok – ćwiczenie obowiązujące do Brązowej Odznaki Woltyżerskiej
- 1/2 młynka do siadu tyłem – ćwiczenie obowiązujące do Brązowej Odznaki Woltyżerskiej